# Avenida San Bartolo
Avenida San Bartolo är en ort i Mexiko.   Den ligger i kommunen Silao de la Victoria och delstaten Guanajuato, i den centrala delen av landet, 290 km nordväst om huvudstaden Mexico City. Avenida San Bartolo ligger 1 768 meter över havet och antalet invånare är 255.
Terrängen runt Avenida San Bartolo är en högslätt, och sluttar söderut. Runt Avenida San Bartolo är det ganska tätbefolkat, med 207 invånare per kvadratkilometer. Närmaste större samhälle är Silao, 3,6 km nordost om Avenida San Bartolo. Trakten runt Avenida San Bartolo består till största delen av jordbruksmark.